# Creu del camí del Paller
La Creu del camí del Paller és una creu de terme situada a la carretera que porta al santuari de Paller, al municipi de Bagà (Berguedà).
Està situada sobre una columna de secció circular que era un antic corró de batre, situada sobre una base formada per dos graons de pedra, amb una alçada total de 2 m. La creu és de ferro forjat, de 50 cm d'alçada i 48 cm de braç; és de secció quadrada i té una decoració d'espirals en els angles dels braços. La creu va ser forjada per Pere Pedrals i el seu fill Llorenç de Bagà.
Aquesta és la tercera creu que s'ha posat en aquest indret. Les dues anteriors es trobaven a la banda oposada de la carretera i eren de ferro forjat posades a sobre d'una columna jònica amb una base de pedra. La primera de les creus data del 1784. L'any 1921, tal com notificà el rector de Bagà, un home fent punteria a cops de pedra va batre la creu. Aquesta es va substituir per una altra. La primera era metàl·lica, de tija prima. L'any 1962 es va eixamplar el camí i la columna amb la resta de la creu de ferro ja molt malmesa, va quedar colgada pel desmunt. Acabades les obres i per iniciativa de la Unió Excursionista de Bagà, es construí la creu de ferro actual, fent-la igual a la Creu de l'Om.
Segons la tradició, les noies que pujaven a Paller llançaven pedretes a la creu, tantes com quedessin aturades dalt el repetjó, tants serien els anys que trigarien a casar-se.